# Alpinia hirsuta
Alpinia hirsuta är en enhjärtbladig växtart som först beskrevs av João de Loureiro, och fick sitt nu gällande namn av Paul Paulus Fedorowitsch Horaninow. Alpinia hirsuta ingår i släktet Alpinia och familjen Zingiberaceae.
Artens utbredningsområde är Vietnam. Inga underarter finns listade i Catalogue of Life.